# شهرستان کرمنتس
شهرستان کرمنتس (به لاتین: Kremenets Raion) یک شهرستان در اوکراین است که در استان ترنوپیل واقع شده‌است. شهرستان کرمنتس ۹۱۸ کیلومتر مربع مساحت و ۷۳٬۱۹۰ نفر جمعیت دارد.